# يورغن فوجت
يورغن فوجت هو محرر وصحفي وسياسي نرويجي، ولد في 23 سبتمبر 1900 في أوسلو في النرويج، وتوفي في 1972. نشط حزبياً في Communist Party of Norway ‏. وقد انتخب عضو برلمان النرويج ‏ عن دائرة Market towns of Sør-Trøndelag and Nord-Trøndelag counties ‏ وقد انضم خلال فترته النيابية ‏ (1945 – 1949) للكتلة البرلمانية Communist Party of Norway ‏.